# Liste des évêques et archevêques de L'Aquila
Cette liste recense les noms des évêques et archevêques qui se sont succédé sur le siège épiscopal de L'Aquila depuis sa création le 20 février 1257 par le pape Alexandre IV. Le diocèse est promu archidiocèse par le pape  Pie IX le 19 janvier 1876 puis le pape Paul VI élève l'archidiocèse de L'Aquila au rang d'archidiocèse métropolitain en 1972, avec Avezzano et  Sulmona–Valva comme suffragants.

## Évêques de L'Aquila
- Berardo da Padula (1256-1264)
- Niccolò Sinizzo, O.Cist (1267-1294)
- Nicola Castroceli, O.P (1294-1303)
- Bartolomeo Conti (1303-1312)
- Filippo Delci, O.E.S.A (1312-1327)
- Angelo Acciaioli, O.P (1328-1342) nommé évêque de Florence
- Pietro Guglielmi (1343-1346)
- Paolo Rainaldi (1349-1377) nommé évêque d'Ascoli Piceno
- Isacco D'Arcione (1353-1356) nommé évêque d'Ascoli Piceno
- Paolo Rainaldi (1356-1377) (une seconde fois)
- Stefano Sidonio (1377-1381)
- Clemente Secinari (1382-1384)
- Oddo (1386-1388)
- Ludovico Teodonari (1389-1397) nommé évêque de Rieti
  - Corrado Camponeschi (1399-1400) (administrateur apostolique)
- Giacomo Donadei (1400-1431)
- Amico Agnifili (1431-1472)
- Francesco Agnifili (1472-1476)
- Amico Agnifili (de août à novembre 1476) (une seconde fois)
- Ludovico Borgio (1477-1485)
- Giovanbattista Gaglioffi (1486-1493)
  - Pietropaolo Leonissa (février à août 1493) (administrateur apostolique)
- Giovanni Leoni Gallucci (1493-1502)
- Gualtiero Suardo, O.S.B (1502-1504)
- Giovanni da Prato, O.F.M (1504-1515)
  - Francesco Franchi (1515-1523) (évêque élu)
  - Giovanni Piccolomini (1523-1525) (administrateur apostolique)
  - Pompeo Colonna (1525-1532) (administrateur apostolique)
  - Giovanni Piccolomini (1532-1537) (administrateur apostolique pour la seconde fois)
- Bernardo Sancio (1538-1552)
- Álvaro de la Quadra (1553-1561)
- Juan de Acuña (1561-1578)
- Mariano De Racciaccaris, O.F.M.Obs (1579-1592)
- Basilio Pignatelli, C.R (1593-1599)
- Giuseppe De Rubeis (1599-1605) nommé évêque d'Acerenza
- Gonzalo de Rueda (1605-1622) nommé évêque de Gallipoli
- Álvaro de Mendoza, O.F.M (1622-1628) nommé évêque de Jaca
- Gaspare De Gaioso (1628-1644)
- Clemente Del Pezzo, C.R (1646-1651) nommé évêque de Castellammare di Stabia
  - Sede vacante (1651-1654)
- Francisco Tello de León, O.SS.T (1654-1662)
- Carlo De Angelis (1663-1674) nommé évêque d'Acerra
- Juan Torrecillas y Ruiz de Cárdenas (1676-1681) nommé évêque de Brindisi
- Arcangelo Tipaldi, O.F.M.Obs (1681-1682)
- Ignacio de la Cerda, O.E.S.A (1683-1702)
  - Sede vacante (1702-1718)
- Domenico Taglialatela (1718-1742)
- Giuseppe Coppola, C.O (1742-1749) nommé évêque de Castellammare di Stabia
- Ludovico Sabatini d'Anfora, C.P.O (1750-1776)
- Benedetto Cervone (1777-1788)
  - Sede vacante (1788-1792)
- Francesco Saverio Gualtieri (1792-1817)nommé évêque de Caserte
- Girolamo Manieri (1818-1844)
- Michele Navazio (1845-1852)
- Luigi Filippi, O.F.M.Ref (1853-1876)

## Archevêques de L'Aquila
- Luigi Filippi, O.F.M.Ref (1876-1881)
- Augusto Antonio Vicentini (1881-1892)
- Francesco Paolo Carrano (1893-1906) nommé évêque de Trani et Barletta
- Pellegrino Francesco Stagni, O.S.M (1907-1916)
  - Sede vacante (1916-1918)
- Adolfo Turchi (it) (1918-1929), auparavant évêque titulaire de Canope (de)
- Gaudenzio Manuelli (1931-1941)
- Carlo Confalonieri (1941-1950) nommé secrétaire de la congrégation des séminaires et des universités d'études
- Costantino Stella (1950-1973)
- Carlo Martini (1973-1983)
- Mario Peressin (1983-1998)
- Giuseppe Molinari (1998-2013)
- Giuseppe Petrocchi (2013-2024)
- Antonio D'Angelo (2024- )

## Sources
- (la) Pius Bonifacius Gams, Series Episcoporum Ecclesiæ Catholicæ (lire en ligne), p. 851.
- (en) « Archdiocese of L’Aquila : past and present ordinaries », sur catholic-hierarchy.org (consulté le 31 mars 2023).